# Kaboela
Kaboela is een Surinaamse muziek- en dansstijl die ook in Nederland in gebruik is. Deze stijl is afgeleid van de Kaseko. Kaboela heeft een wild imago. Tijdens kaboelafeesten wordt er erotisch gedanst op opzwepende muziek.
In de film Alleen maar nette mensen speelt kaboela een belangrijke rol.